# Troubnaïa (métro de Moscou)
Troubnaïa (en russe : Тру́бная et en anglais : Trubnaya) est une station de la ligne Lioublinsko-Dmitrovskaïa (ligne 10 verte) du métro de Moscou, située sur le territoire de l'arrondissement Mechtchanski dans le district administratif central de Moscou.

## Situation sur le réseau
Établie en souterrain, à 60 mètres sous le niveau du sol, la station Troubnaïa est située au point 23+47 de la ligne Lioublinsko-Dmitrovskaïa (ligne 10 verte), entre les stations Dostoïevskaïa (en direction de Petrovsko-Razoumovskaïa) et Sretenski boulvar (en direction de Ziablikovo).